# 张家湾城墙
39°50′54″N 116°42′09″E / 39.84833°N 116.70250°E
张家湾城墙是位于北京市通州区张家湾镇、张家湾城的城墙。
该城墙是北京市郊区保留最长的城墙遗迹。现存约三百米长的南城墙和原址复建的南城门:88。1995年10月，通运桥及张家湾镇城墙遗迹列为第五批北京市文物保护单位。2006年5月，张家湾城墙及通运桥列为第六批全国重点文物保护单位——京杭大运河的子项。2013年3月，合并至大运河。

## 历史
明朝嘉靖四十三年（1564年）五月，张家湾城建成。城墙周长九百零五丈，墙体厚一丈一尺。城墙有四门，设有门楼。又有一便门，三水关。万历、崇祯年间，有修缮。
清朝光绪二十六年（1900年），庚子事变。八國聯軍进攻北京，在张家湾烧杀抢掠，张家湾城墙、城楼被毁:63。
抗日战争时期，侵华日军占据张家湾，为修建碉堡，拆毁部分城墙。1949年后，当地村民将残存的城墙砖块用以建房，城墙被进一步损毁。1990年代时，城墙地表遗迹已所剩无几。

## 文物保护与考古
1992年，对张家湾城墙进行第一次修复，重修南城门东侧一段，恢复二十米原貌。1995年10月，城墙与通运桥，以通运桥及张家湾镇城墙遗迹之名列为第五批北京市文物保护单位，时代为明，分类为古建筑。
2005年5月至2019年7月，北京市文物局组织考古人员陆续对张家湾城遗址开展考古工作，主要调查城址所在区域的现状和地形。勘探范围则包括城址西南部、东南部。考古发掘了南城门基址和东城墙基址南段局部等区域。
2006年5月，以张家湾城墙及通运桥之名列为第六批全国重点文物保护单位——京杭大运河的子项。2013年3月，合并至大运河。
2007年，对张家湾城墙进行第二次修复。1992年和2007年的两次修复，复原了南城墙东段城垣和南城门。
原址复建的南城门东西两侧地表均有残存城墙。南城墙西段保有旧貌，少量城砖上仍有戵印文字和款识。残存墙体长度约260米，残存高度约1至2.8米。城墙上局部种有树木，内侧为后期回填土。南城墙西段的西端已被破坏，地表无墙体遗存。南城墙东段残存约为120米，经过后期重修。其余城墙在地表已无遗存。地下遗迹被现代回填土、厂房、住宅楼等占压。无法确定具体范围、走向、保存状况:87。
2022年，以“修旧如旧”的方式对张家湾城墙和通运桥进行修缮。再次修复张家湾城墙的重点在南城墙西段。修复工程先清除对城墙造成破坏的树木、灌木、垃圾、杂土等物体。接着对城墙进行修缮加固，做好排水，恢复城墙遗址原状。修复过程中，西段247米的墙体使用了近两万块手工砖。